# Leopold Hartmann (Pädagoge)
Leopold Hartmann (* 1899 in Lobeda bei Jena; † 1997 in Bielefeld) war ein deutscher Pädagoge und Philosoph.

## Leben
Hartmann war Sohn des Medizinalrates Rudolf Hartmann in Jena.
Er absolvierte ein Studium der Medizin, Philosophie und Psychologie in Jena, Heidelberg und Bonn. Nach dem Abschluss seines Studium war Hartmann Lehrer an der Jenaer Ingenieurschule für Mathematik. Im Jahr 1925 wurde er zum Dr. phil. promoviert. Dem folgten Studienaufenthalte in Köln und Göttingen. 1931 erhielt Hartmann eine Dozentur an der Jenaer Volkshochschule und war nach 1933 freier Mitarbeiter verschiedener Zeitungen. Er arbeitete als Lokalredakteur in Jena und anderen Städten Thüringens. Im Jahre 1943 wurde er zur Wehrmacht einberufen und nahm daraufhin als Soldat am Zweiten Weltkrieg teil. Nach 1945 wurde er Mitglied der Liberal-Demokratischen Partei Deutschlands und provisorischer Schulrat in Jena. Ab 1947 wirkte er als Studienrat an der Vorstudienabteilung der Friedrich-Schiller-Universität Jena. 1953 wurde er Dozent für Philosophie an der Friedrich-Schiller-Universität Jena. Im Jahre 1955 wurde seine naturphilosophische Habilitationsschrift Kausalität und Wirklichkeit  aus ideologischen Beweggründen abgelehnt, worauf die Entlassung aus der Universität folgte. Danach war er Privatgelehrter mit umfangreiche Forschungs- und Vortragstätigkeit. Er wirkte als Dozent an der Ingenieurschule »Carl Zeiß« in Jena und als Musikkritiker. Nach der Wende wurde die Ablehnung seiner Habilitationsschrift überprüft und im Ergebnis erfolgte 1992 die (Re-)Habilitierung durch die Universität Jena aufgrund seiner Habilschrift von 1955. Er war Ehrendoktor der Friedrich-Schiller-Universität Jena und lebte bis zu seinem Tod in Jena. Hartmann schrieb nicht nur über rein philosophische Themen, sondern auch über Goethe und Schiller mit besonderem Bezug zu Jena.

## Werke (Auswahl)
- Sind Naturgesetze veränderlich? Eine phänomenologische Untersuchung als Beitrag zur Grundlegung der Naturwissenschaften, 1925, Diss. Jena.
- Kausalität und Wirklichkeit, Habilschrift, Jena 1955.
- Goethe und Dornburg, 1966.
- Goethe in Jena, 1970.
- Schillers Jenaer Jahre, 1977.
- Goethe und Schiller in Jena, 1978.
- Jenaer Weisheiten Goethes. Betrachtungen, Einfälle, Verse aus Werken Goethes, die in Jena entstanden, aus Briefen, die er hier schrieb oder diktierte und aus Gesprächen, die er in Jena führte, 1978.
- Über Freiheit, Antrittsvorlesung anlässlich der Ehrenpromotion, Jena 1992.
- … bis über die letzte Schwelle. Berichte über zwei Traumreisen in philosophische Gefilde, 1992.